# Creu del Pedró (Begues)
La Creu del Pedró és una obra del municipi de Begues (Baix Llobregat) inclosa en l'Inventari del Patrimoni Arquitectònic de Catalunya.

## Descripció
Es tracta d'una creu de ferro forjat que originalment restava enclavada en un volum quadrangular de pedra, similar a un altar. És una creu llatina. El braç horitzontal presenta el perfil patat mentre que el braç vertical mostra trams llisos alternats amb altres en hèlix.

## Història
La creu original, actualment instal·lada al campanar de la capella del col·legi de Sant Lluís, inicialment estava ubicada en un indret conegut com El Pedró (entre el barri de la Rectoria, la Riera de Begues i les Planes), lloc des d'on es beneïa el terme cada any per la diada de la Santa Creu. Romangué enclavada en aquest indret fins a l'any 1936. Actualment, en aquest lloc hi ha instal·lada una còpia de l'original realitzada pel manyà del poble Rafael Artigas. L'acte de restitució de la creu se celebrà el 6 de maig de 2000.